# Leposoma nanodactylus
Leposoma nanodactylus — вид ящірок родини гімнофтальмових (Gymnophthalmidae). Ендемік Бразилії.

## Поширення і екологія
Leposoma nanodactylus мешкають на південному сході бразильського штату Баїя. Вони живуть на вершинах гір, порослих вологими атлантичними лісами.

## Збереження
МСОП класифікує цей вид як такий, що перебуває під загрозою зникнення. Leposoma nanodactylus загрожує знищення природного середовища.